# Stabæk Bandy
Stabæk Bandy är en bandyklubb från Bærums kommun i Norge, bandysektionen av Stabæk IF. Klubben grundades 1912 och spelar i Norges högstadivision i bandy. De spelar sina hemmamatcher på Stabekkbanen, ofta kallad Plassen.

## Meriter
- Norska mästare 22 gånger